# Єфимов Владислав Євгенович
Владисла́в Євге́нович Єфі́мов (28 червня 1976, Одеса, СРСР) — український журналіст і письменник, оглядач газети «Время спорта», пресаташе южненського волейбольного клубу «Хімік», керівник пресслужби Національного олімпійського комітету України в Одеській області.

## Біографія
Закінчив Одеський національний політехнічний університет.
У журналістиці із 1997 року. Перший матеріал опублікував у одеській спортивній газеті «Футбол плюс».
До 2002 року працював у газеті «Одеса-Спорт».
Протягом семи років працював спортивним оглядачем на телеканалах «Репортер» та ГЛАС. Співпрацював із національними телеканалами України: «Новим каналом», ICTV та «Першим національним».
Публікувався у всеукраїнській газеті «Команда», у російському виданні «Футбол-Ревю».
Автор проєкту «Найкращі волейболісти Одеси XX століття».
Автор серії історичних матеріалів про волейбол у газеті «Час спорту».

## Нагороди
- Лауреат національної телевізійної премії «Телетріумф»-2007 (програма «Гол», «Новий канал», одеський корпункт).
- Найкращий тележурналіст 2006 року Одеської області за версією АМФОО.

## Книги
- Чемпион, которого не ждали. — Одесса: ВМВ, 2011. — 304 с. primo.nlr.ru (рос.). Процитовано 2 березня 2021.{{cite web}}:  Обслуговування CS1: Сторінки з параметром url-status, але без параметра archive-url (посилання), ISBN 978-966-413-290-6
- Юрий Чебан. Восхождение на Олимп. — Одесса: ВМВ, 2013. — 144 с. primo.nlr.ru (рос.). Процитовано 2 березня 2021.{{cite web}}:  Обслуговування CS1: Сторінки з параметром url-status, але без параметра archive-url (посилання), ISBN 978-966-413-386-6
- Пятикратные. — Одесса: Плутон, 2015. — 336 с. primo.nlr.ru (рос.). Процитовано 2 березня 2021.{{cite web}}:  Обслуговування CS1: Сторінки з параметром url-status, але без параметра archive-url (посилання), ISBN 978-617-7261-53-6